# Mighty Goose
Mighty Goose is een run-and-gun-spel, ontwikkeld door de Nederlandse computerspelontwikkelaar Blastmode en uitgegeven door Playism. Het spel werd op 5 juni 2021 uitgebracht voor Nintendo Switch, PlayStation 4, Xbox One, Microsoft Windows, Linux, macOS, PlayStation 5 en Xbox Series X/S.

## Spel
Het verhaal van Mighty Goose gaat over een premiejager-gans die het opneemt tegen de Void King, een kwaadaardige heerser over de melkweg. De Void King heeft een leger van handlangers en gemechaniseerde monsters. Mighty Goose reist naar verschillende planeten, vecht tegen hordes vijanden en redt bondgenoten.
Het spel is een eerbetoon aan klassieke arcadeshooters zoals Metal Slug en Contra, en bevat daarom snelle gameplay met eigenzinnige humor. Daarnaast is het spel ontworpen als een korte ervaring met een gemiddelde speelduur van ongeveer drie uur. Mighty Goose biedt aanpasbare wapens, bondgenoten, een co-op-modus en een "new game plus"-modus.

## Spelontwikkeling
Richard Lems, medeoprichter van computerspelstudio TurtleBlaze, begon in begin 2019 met Mighty Goose als hobbyproject en om het platform Patreon te testen. Het idee voor het personage Mighty Goose ontstond tijdens het schetsen van dieren met wapens. Lems plaatste de schets van de gans online en kondigde aan dat hij er een computerspel van zou maken als genoeg mensen hem zouden steunen. Lems begon in het begin van 2019 met de ontwikkeling van het spel, maar zette deze tijdelijk stop vanwege zijn werk aan het spel Kunai bij TurtleBlaze.
Het project groeide uit tot een serieus run-and-gun-spel, die hij ontwikkelde met Construct. Na het voltooien van Kunai verliet Lems TurtleBlaze om zich te focussen op zijn eigen studio, Blastmode, en de ontwikkeling van Mighty Goose. Hij kreeg hulp van diverse specialisten, waaronder Mathias Kaerlev van MP2 Games voor de consoleports, Dominic Ninmark voor de soundtrack, Diane de Wilde voor animaties en Gears for Breakfast voor kwaliteitscontrole en testen.

## Uitgave
Tijdens de ontwikkeling ging Lems een samenwerking aan met de Japanse computerspeluitgever Playism, die hem benaderde na het zien van geanimeerde gifs van de gameplay op Twitter.
Mighty Goose werd op 5 juni 2021 uitgebracht door Playism. Het spel werd uitgebracht voor pc, Linux, macOS, PlayStation 4, PlayStation 5, Xbox One, Xbox Series X/S en Nintendo Switch. Het spel is beschikbaar in verschillende talen, waaronder Engels, Duits, Frans, Italiaans, Spaans, Portugees, Russisch, Pools, Nederlands, Japans, Chinees en Koreaans.
Op 19 april 2022 kreeg Mighty Goose een gratis DLC met nieuwe levels, vijanden en muziek. Op 4 oktober 2022 werd een fysieke uitgave van het spel voor de Nintendo Switch aangekondigd.

## Ontvangst
Mighty Goose kreeg over het algemeen positieve recensies. Critici prezen het spel om zijn stijlvolle pixelart, chaotische gameplay en eerbetoon aan klassieke run-and-gun-shooters zoals Metal Slug. Sommige recensenten vonden echter dat het spel kort was en dat de co-op-modus verbeterd kon worden.
Het spel werd in 2021 genomineerd voor "Best Debut Game" bij de Dutch Game Awards.

## Vervolg
Richard Lems heeft gedeeltelijke concepten voor een vervolg, Mighty Goose 2, gedeeld. Een belangrijk aandachtspunt is het toevoegen van een "gameplay hook" om het spel boeiend en herspeelbaar te maken, waarbij Nintendo als voorbeeld wordt genomen vanwege hun innovatieve spelmechanismen.
Lems overwoog eerst om Mighty Goose een ruimtepiraat te maken, maar vond dit te veel lijken op het eerste spel. Uiteindelijk bedacht hij een middeleeuwse fantasiewereld waarin Mighty Goose een monsterjager is met een zwaard in plaats van een geweer. In dit concept kan Mighty Goose verschillende klassen vrijspelen, vergelijkbaar met een rollenspel, die zijn uiterlijk en vaardigheden veranderen. Ondanks de toevoeging van rollenspel-elementen wil Lems de actie-aspecten van het eerste spel behouden.